# Bourgondisch bloed

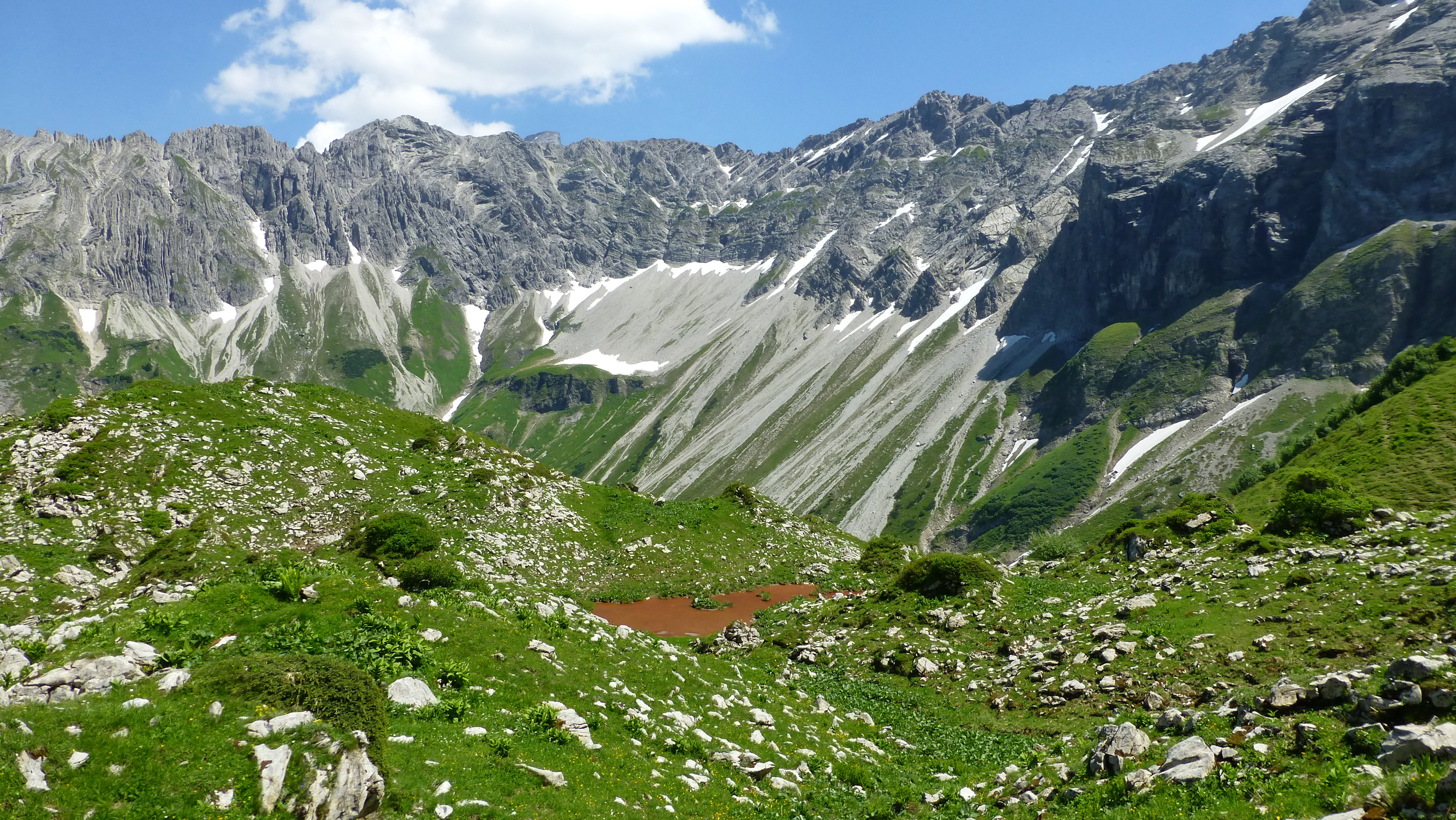
Bloedrood gekleurd bergmeertje in de Allgäuer Alpen

Bourgondisch bloed is een fenomeen van rode (of paarse) verkleuring van het oppervlaktewater waarin de cyanobacterie ('blauwalg') Planktothrix rubescens gedijt. De bacterie die de verkleuring veroorzaakt groeit in water dat kouder is dan 15 °C. 

## Naam
Het verschijnsel dankt zijn naam Bourgondisch bloed aan de Slag bij Murten (1476), waar het leger van de Bourgondische hertog Karel de Stoute grote verliezen leed tegen de troepen van het Oude Eedgenootschap. De oorzaak van de rode kleur van het nabijgelegen meer werd ten onrechte toegeschreven aan het bloed van de Bourgondische soldaten.

## Gezondheid
De bacterie kan misselijkheid opwekken en de lever beschadigen, maar is minder giftig voor dieren (waaronder de mens) dan de meer bekende blauwalgen.